# M제트
M제트(영어: MJets)는 태국에 본사를 둔 비즈니스 제트 전세 항공사다.
이 회사는 윌리엄 하이네케(영어: William Heinecke)와 니시타 샤(영어: Nishita Shah)에 의해 2007년 마이너 항공으로 설립되었다. 그들은 항공기의 전세 및 관리뿐만 아니라 회사도 정비 운영을 한다.
이 항공사는 태국 돈므앙, 인도 뉴델리, 미얀마 양곤에서도 고정기지 작전을 운영하고 있다.

## 항공기
M제트의 항공기는 다음과 같은 항공기로 구성된다.
- Cessna Citation Bravo
- CCessna_Citation_CJ3
- Cessna_Citation_X
- Gulfstream G200
- 걸프스트림 V